# Castelo de Sanzay

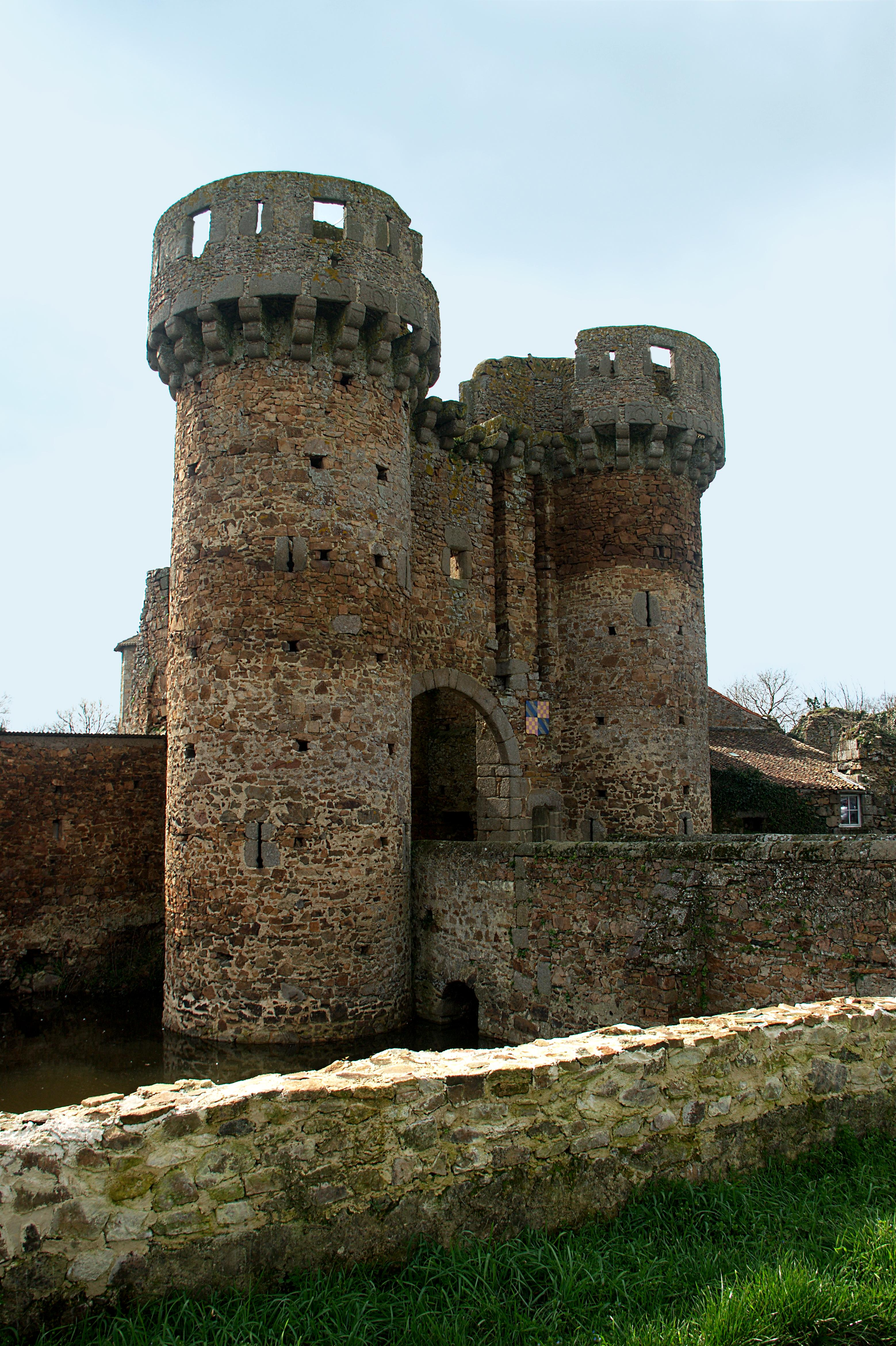
Entrada

O Château de Sanzay é um castelo em ruínas localizado perto da aldeia de Sanzay, na comuna de Argenton-les-Vallées no Deux-Sèvres, um departamento da França. O castelo foi construído no século 13, mas apenas algumas partes dele permanecem.
Ainda existentes estão a capela, porta de entrada e vestígios das fortificações. Está classificado desde 1930 como monumento histórico pelo Ministério da Cultura da França .